# 289e régiment d'infanterie (France)
Pour les articles homonymes, voir 289e régiment.
Le 289e régiment d'infanterie (289e RI) est un régiment d'infanterie de l'armée de terre française constitué en 1914 avec les bataillons de réserve du 89e régiment d'infanterie.

## Création et différentes dénominations
- Août 1914 : création du 289e régiment d'infanterie
- 1918 : dissolution

## Chefs de corps
- 1914 : lieutenant-colonel Ducros[1]
- 1914 - ? : lieutenant-colonel Larroque[1]
- ? - 1915 : colonel Régnier[2]
- 1915 - 1918 : commandant puis lieutenant-colonel Brugirard[2],[3]

## Historique des garnisons, combats et batailles du289eRI

### Première Guerre mondiale

#### Affectation
- 55e division d'infanterie d'août 1914 à septembre 1918[4]

#### 1914
Août 1914 : création du 289e régiment d'infanterie à Sens, à partir du 89e RI. À la mobilisation, chaque régiment d'active créé un régiment de réserve dont le numéro est le sien plus 200.

#### 1915
Début janvier 1915, le régiment perd 900 hommes lors de la bataille de Crouy.

#### 1918
- 27 mai 1918 : Seconde bataille de la Marne, bataille de l'Aisne

En 1918, sont successivement mis à disposition du régiment, le 36e, le 30e et le 43e bataillons de tirailleurs sénégalais.
Du 17 au 27 août 1918, le régiment progresse de plus de 15 km dans les lignes allemandes mais lorsqu'il est relevé, ses pertes sont telles qu'il est décidé de le dissoudre.

## Drapeau
Il porte, cousues en lettres d'or dans ses plis, les inscriptions suivantes :
- Verdun 1916
- Picardie 1918

Le régiment est décoré de la croix de guerre 1914-1918 peu avant sa dissolution en septembre 1918.

## Personnages célèbres ayant servi au289eRI
- Ivan Bertrand (1893-1965), neurologue français.

### Sources et bibliographie
- Historique du 289e régiment d'infanterie. France. 1914-1918, Librairie Chapelot, 44 p. (lire en ligne)